# アルメニア使徒教会

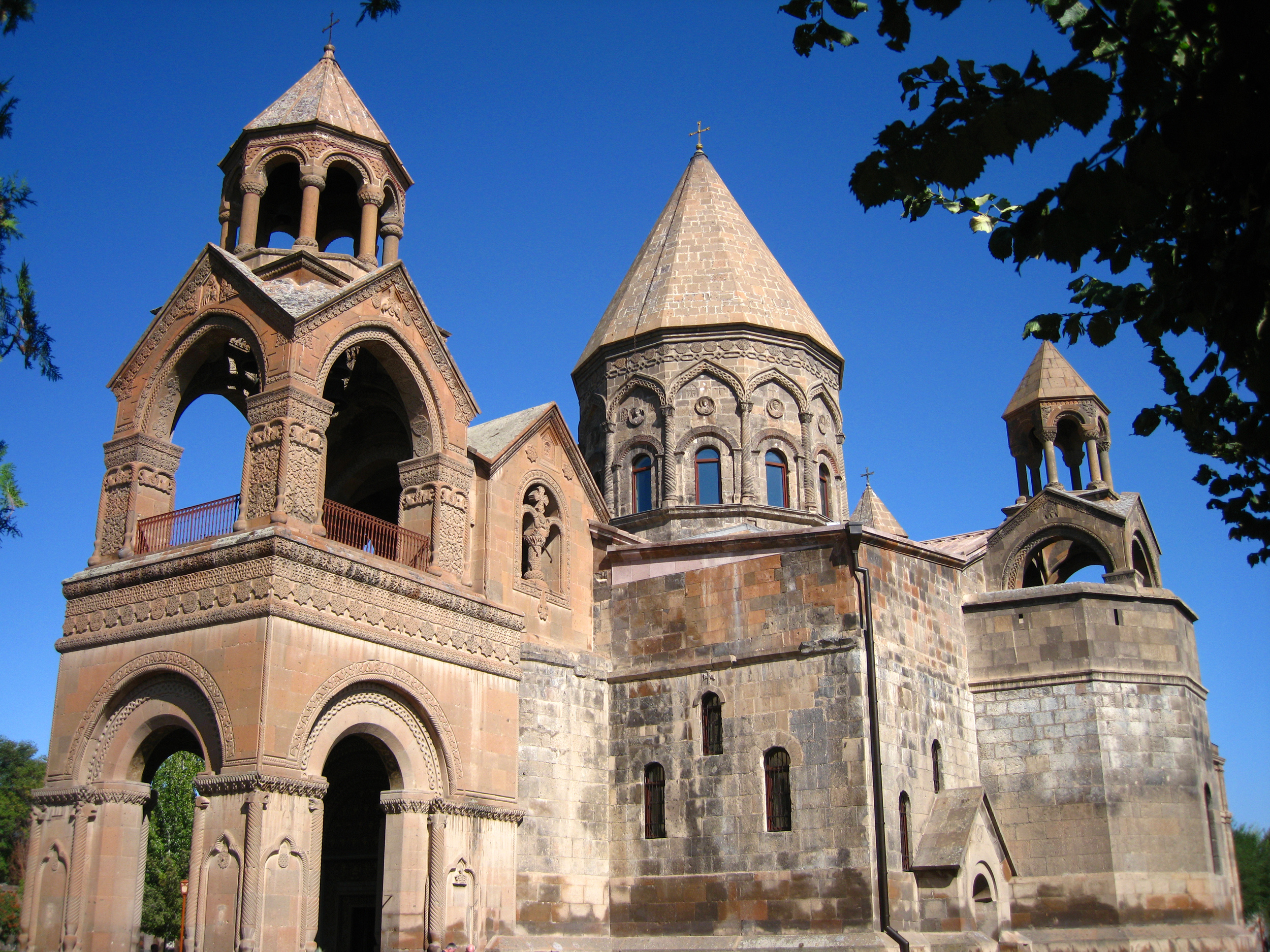
エチミアジン大聖堂

アルメニア使徒教会（アルメニアしときょうかい、アルメニア語: Հայ Առաքելական Եկեղեցի, ラテン文字転写: Hay Aṙak'elakan Yekeghetsi, 英語: Armenian Apostolic Church）は、アルメニア、ならびに世界各地にあるアルメニア人コミュニティで信仰されているキリスト教・非カルケドン派正教会に分類される教会。約500万人の信者を擁する。「使徒教会」という名は、伝承に十二使徒がアルメニアにキリスト教を伝えたとあることに由来する。アルメニア正教会（Armenian Orthodox Church）、あるいは単にアルメニア教会とも呼ばれる。なお、東方典礼カトリック教会であるアルメニア典礼カトリック教会とは別組織である。
アルメニア使徒教会の長はカトリコスと呼ばれ、現在では他教会の総主教に相当する。現在の全アルメニアのカトリコスはガレギン2世。エレバンの西郊のエチミアジンにカトリコス座・エチミアジン大聖堂がある。次席のカトリコスとしてキリキアのカトリコス・アラム1世がいる。また、イスラエル・パレスチナを中心とした中東を管轄するアルメニア・エルサレム総主教庁、およびトルコ共和国内を管轄するアルメニア・コンスタンティノープル総主教庁が、正教会（ギリシャ正教）の総主教庁と並立する形で存在する。

## 歴史

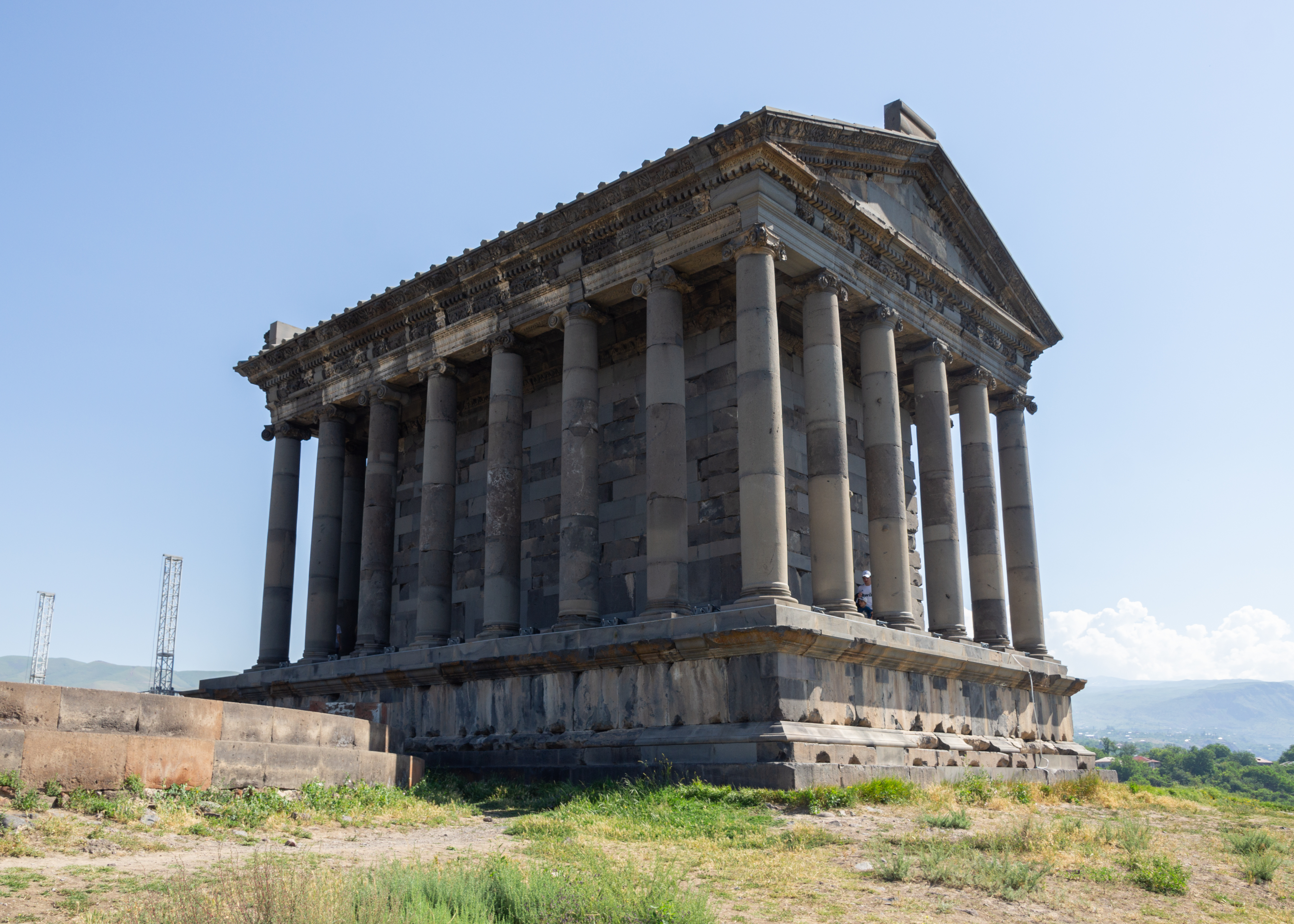
ガーニ寺院。キリスト教以前のアルメニア人の信仰を示す現存する唯一の遺跡。

アルメニアにキリスト教がもたらされ、浸透した歴史は非常に古い。301年、アルメニア王国が世界に先駆けてキリスト教を初めて公認し、キリスト教を国教と定めている。これは313年のミラノ勅令よりもさらに10年以上前の出来事であった。伝承によれば、イエス・キリストの使徒タダイとバルトロマイ両人により、アルメニアに初めてキリスト教がもたらされたとされるが、現存するアルメニアのキリスト教に関する最古の記述は、それから200年後の2世紀以降からである。3世紀末から4世紀前半に活動した啓蒙者グレゴリオスはアルメニア王ティリダテス3世に洗礼を授け、ヴァガルシャパト（現在のエチミアジン）に教会を建てた。これが現在のアルメニア使徒教会カトリコス座である。

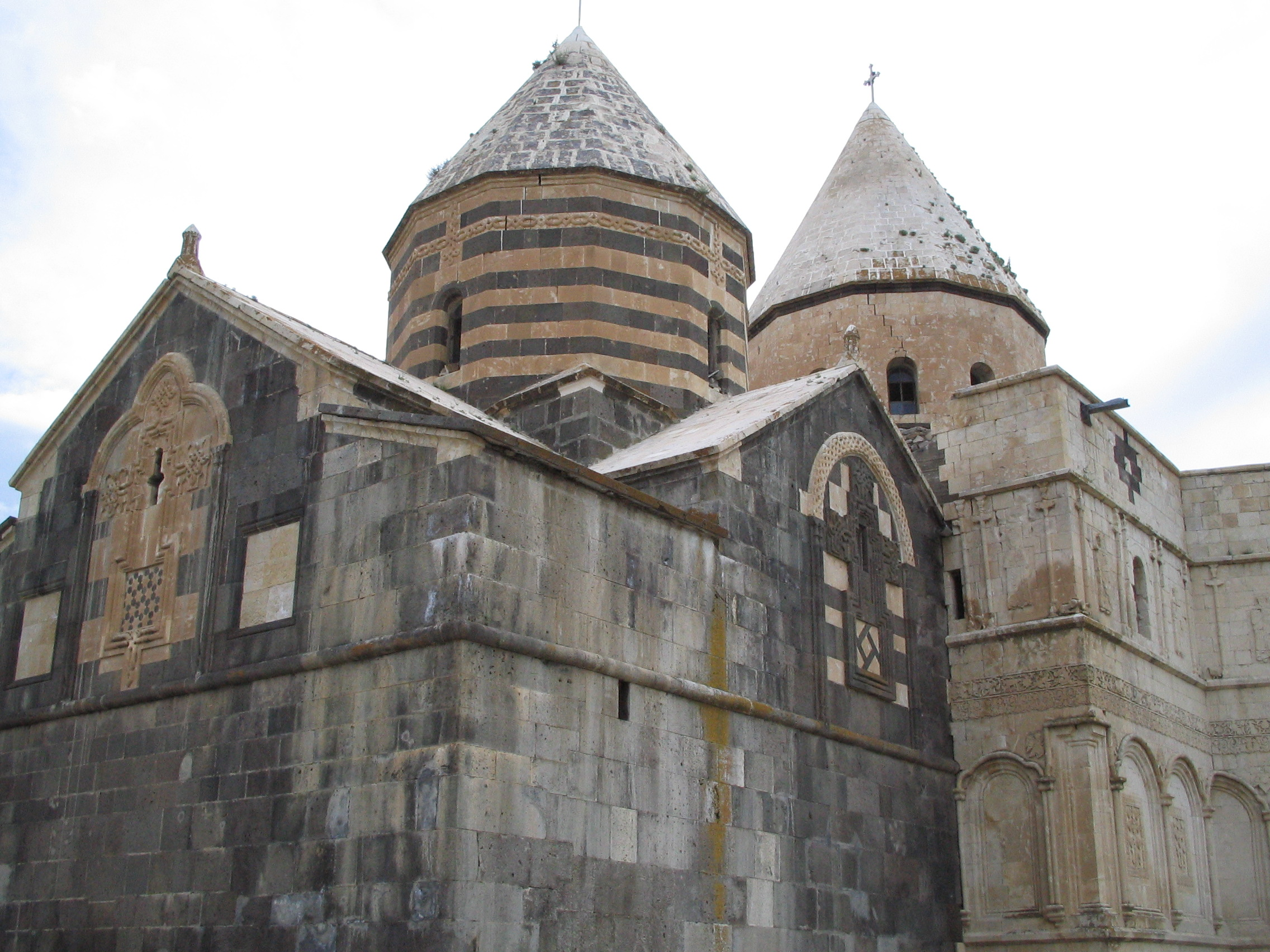
イラン北西部西アーザルバーイジャーン州カラ・ケリーサ（Qara kelisa）にあるアルメニア使徒教会の聖タデウス修道院。

5世紀にはメスロプによりアルメニア語のためのアルファベット（アルメニア文字）が作られ、新約聖書と箴言の翻訳が行われた。また、ギリシア語とシリア語が混在していた典礼用語も整理され、ビザンティン典礼の影響下に典礼が整備された。教会組織が整備され、教会の長にカトリコスの名称が使われるようになったのもこの時代である（元来は世俗における「高位の財政事務官」の称号）。しかし当時のアルメニアは、地理的に東ローマ帝国とサーサーン朝ペルシアという2大勢力のちょうど緩衝地帯に位置していたため、両勢力の狭間の中、隣国からの分割を2度にわたり余儀なくされた。そして428年、王制の廃止とともに滅亡した。
国としての自立を失ったアルメニアであったが、その後もキリスト教信仰を拠り所として、ゾロアスター教を信奉するペルシア側の過酷なキリスト教弾圧に対してたびたび抵抗した。451年のカルケドン公会議の際も、アルメニアでは宗教弾圧に対するペルシア側への大規模な叛乱が発生しており、アルメニアは代表を公会議に出席させるだけの余力を持っていない状況であった。そして506年、アルメニア使徒教会の全主教を招集した会議が開催され、カルケドン信条を採択しないことが決定した。これが、カトリック、東方正教会などとは別にアルメニア独自の教派として発展する契機となった。なお、この叛乱によりアルメニア人キリスト教徒は宗教的自由をペルシア側に認めさせることに成功している。
7世紀に入ると、新興勢力であるイスラム帝国が台頭し、サーサーン朝が滅亡する。これにより、アルメニアも一時その勢力下に置かれるが、次第に自立を強め、9世紀末には独立を達成する。一方、この頃東ローマ帝国からの度重なる宗教的統合の要求があったにもかかわらず、アルメニアは独自の宗派であるアルメニア使徒教会の信仰を貫いた。これにより、隣国東ローマ帝国とその国教である東方正教会からの離別は決定的となった。
11世紀末、アルメニアはセルジューク朝支配下に入り、このとき東アルメニアから小アジアのキリキアに多くのアルメニア人が移住した。このことはアルメニア人にとって故郷からの離散をもたらす一方、アルメニア使徒教会の勢力拡大にもつながった。また、この時期にアルメニア使徒教会のカトリコス座は1058年、戦乱を避ける目的でアルメニアからキリキアへ遷った。その後、アルメニア人のディアスポラであるキリキア・アルメニア王国が成立し、マムルーク朝に滅ぼされる1375年まで続いた。1441年にエチミアジンが回復された後も、キリキアのカトリコス座は残った。

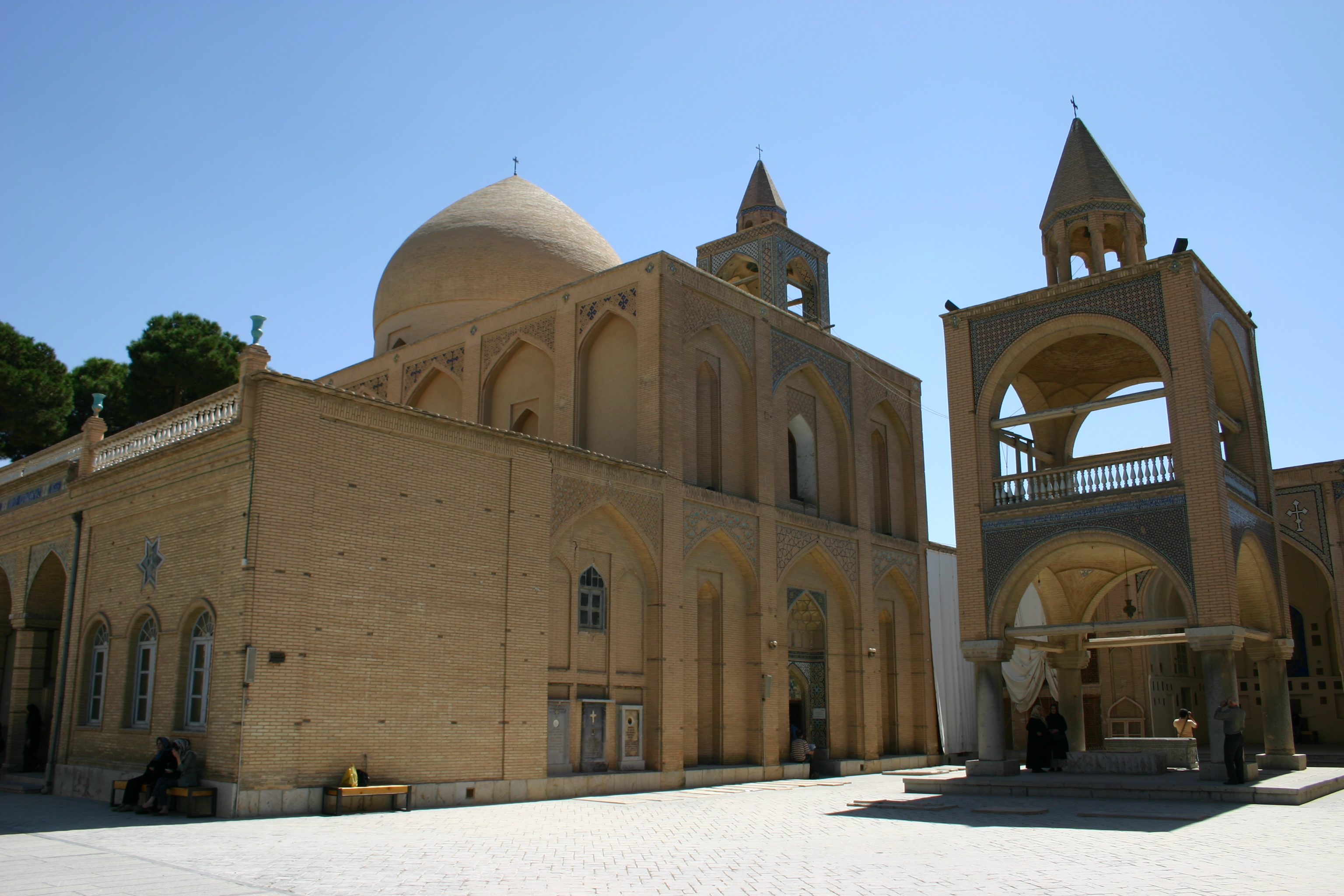
17世紀に造営されたイランのサファヴィー朝の古都、エスファハーンのヴァーンク教会。

16世紀以降、アルメニアは当時の2大勢力であるイランのサファヴィー朝とオスマン帝国により東西に国の分割を余儀なくされ、再び国としての自立を失った。これにより、各地域のアルメニア使徒教会は、キリキアとエチミアジンの指導下に属することになった。キリキアは独立を主張するようになるが、エチミアジンはこの主張を現在も認めていない。後にサファヴィー朝に支配されたアルメニア東部は、帝政ロシア領に編入されていった。
当時、アルメニア人の多くはオスマン帝国等のイスラム教徒支配の下に服しており、キリスト教徒は隷属民たるズィンミーとされた。その結果、厳しい差別を受けたものの、近隣のイスラム教徒から物理的迫害を受けることはなく、それなりに平和な共存が実現していた。しかしながら18世紀以降、欧米列強諸国のオスマン帝国、中東への進出や、オスマン帝国領内に住むキリスト教徒の民族運動が台頭するにつれ、同じキリスト教徒のアルメニア使徒教会信者に対する敵意も日増に強まることとなった。この結果、次第にイスラム教徒からのアルメニア人に対する突発的な迫害が激しくなり、当時のオスマン帝国領東アナトリアで発生したアルメニア人虐殺によりその頂点を迎える。特に1915年から1917年には、一説には数十万から数百万人ものアルメニア人が犠牲となる凄惨なものとなり、イスラム教徒との共存とともに歩んできた当時のアルメニア人共同体は完全に崩壊した。

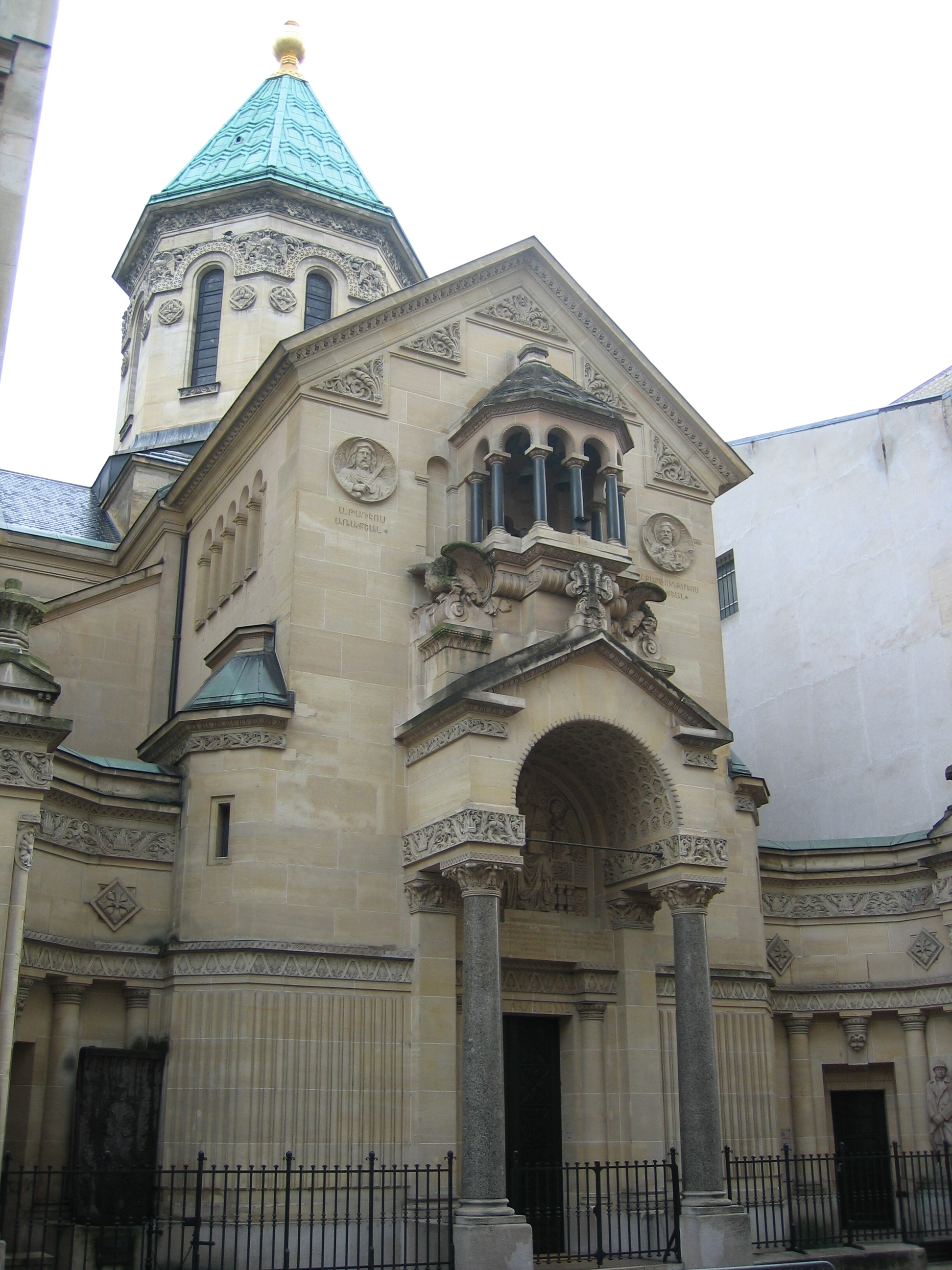
アルメニア使徒教会パリ大聖堂。パリ第8区

現在、信者はアルメニア共和国を中心として、トルコ、イラン、アゼルバイジャン、イラク、シリア、レバノン、パレスチナのほか、19世紀以降の移民が多く住むフランス、アメリカ合衆国等、世界各地にコミュニティーを形成している。特にエルサレムやイスファハーンなどにはアルメニア人地区があり、現在も古式を守り、各地に点在する教会はアルメニア人の精神的な拠り所として機能している。

## 教義と典礼
ニカイア・コンスタンティノポリス信条を告白するが、カルケドン信条を告白しないことから、俗には単性論教会とされるが、アルメニア使徒教会自身は「単性論教会」を自称せず、そうみなされることを不当としている。カルケドン公会議で否定されたエウテュケスの教説（本来の単性論）を、アルメニア使徒教会もまた異端として否定しているからである。アルメニア使徒教会の主張では、カルケドン信条を否定するのは、文章上の定式化に難点があるからであり、そのキリスト理解はむしろエルサレムのキュリロスの「ひとつの位格、ふたつの性格」に沿ったものであるとする。ただし二つの性格は不可分に一体となっているというのがその主張である。これを合性論（en:Miaphysitis）という（伝統的には合性論は単性論の変種として解釈されてきた）。
カルケドン公会議（第四全地公会議）を承認しないことで分離した教会であるため、より中立的な呼び名・カテゴライズとして非カルケドン派正教会がある。そして、教義を同じくする非カルケドン派のコプト正教会・シリア正教会・エチオピア正教会などとはフル・コミュニオン（完全相互領聖）の関係にある。
典礼は、だいたいにおいてシリア正教会やコプト正教会と類似する。典礼言語には古典アルメニア語を用いる。典礼は、荘重で保守的である。イコンの使用や、形式的には東方正教会との類似点を有するが、聖歌にパイプオルガン等の伴奏楽器を用いる教会も存在する。
教会暦には、1923年以来グレゴリオ暦を使用している。唯一の例外として、エルサレムのアルメニア総主教区ではユリウス暦が使用されている。
アルメニア使徒教会では、教会暦上の1月6日に、イエスの洗礼を記念する神現祭と同時にイエスの降誕を記念する降誕祭を行う。